# 修正
修正（しゅうせい）とは、一般に誤りを正すこと。また、その手段。また、議案について、原案に変更を加えて議決することをさす。
文法の誤りを直すことを「校正」、スピーチや作文などの文章をよりよく編集することを「添削」もしくは「推敲」、法律や憲法の条文を見直すことを「改正」と呼ぶ。
出版物が初版の誤りを正して再発行されたものを改訂版、修訂版という。

## 文章における修正
一般にパソコンのデータを修正するのは比較的容易である。だが、紙やそれ以外に書かれたものを修正するのには道具が必要な場合がある。紙に鉛筆で書かれた文章を修正するには消しゴムを使う。しかし、ボールペンで書かれた文章は消しゴムでは消えないので、砂消しゴムで紙を削るか、修正ペンなどを使って上から白く塗りつぶし、その上に正しい文章を書く必要がある。なお、契約書など正式文書においては、修正する箇所に二重線を引き、加筆する場合はその近くの余白に加筆し、そのページの余白に「○○字削除、○○字加筆」（○○には実際に削除または加筆した字数を記入）と記入のうえ、当事者両者の捨て印を押す。

## 絵画における修正
鉛筆画やデッサンでは、伝統的にパンの欠片を使って線を消す。

## 猥褻物に対する修正
商用のアダルトビデオ、エロ本やアダルトゲームなどの性的な映像には、通常、性器や乳首などに墨塗り（黒での塗りつぶしの他、紙原稿に合わせての同色の塗りつぶしは「○抜き（一般的には白抜き）」とも呼ばれる）、該当箇所が隠れるようなデザインマークを被せる、ぼかし・モザイク処理などの修正が入る。しかし、いわゆる「裏ビデオ」「裏本」には無修正を謳っているものも少なくない。
テレビ番組であっても、性器の露出や生理的不快感を催す物が写っている場合、あるいはクイズの答えや手掛かりなどがそのまま映っている場合には、必要に応じて画像に編集が加えられる。権利関係などで映像に流すこと自体がまず難しい場面では、かぶせ放送の措置がとられる。
ニュース番組においても、過激な発言や個人情報の保護のために顔へのモザイク、音声変換が加えられることがある。

## TRPGにおける修正
テーブルトークRPGにおいて、主にサイコロで行動の成否を判定するゲームシステムでは、特殊な状況の下でサイコロの目に正か負かの数値が加算される場合がある。これを修正と呼ぶ。プラスの修正はボーナス、マイナスの修正はペナルティ、というふうに呼び分けられることもある。
また、成否の確率が大きく変動すると思われる状況では、ゲームマスターの主観的判断で自由に修正を加えてよい、とするゲームシステムも多い。

## 議案に対する修正
会議体において、原案に対して変更を加えた案を議決することをいう。

## コンシューマーゲームにおける修正
アダルトゲーム・洋ゲー・レトロゲームが日本仕様のコンシューマーゲームに移植される際には、修正される場合がある。

## その他の修正
体育会系コミュニティにおいては、規則を乱す、場面に沿わない行為をした者（もしくはそれを咎められているにもかかわらず、言い訳などをして反省しない者）に対して懲罰、あるいは体罰を「修正」「修正を加える」と表現することもある。アニメ『機動戦士Ζガンダム』（テレビ版のみ）やゲーム『スーパーロボット大戦』シリーズでは、この意味での修正シーンが多く登場している。